# Ferdinand z Bubna a Litic
Ferdinand hrabě z Bubna a Litic (26. listopadu 1768 Zámrsk, Čechy – 6. června 1825 Milán) byl rakouský polní podmaršálek, nejvíce známý svým působením za napoleonských válek. Pocházel z českého šlechtického rodu Bubnů z Litic.

## Kariéra
Narodil se v roce 1768 v Zámrsku a do rakouské armády vstoupil v roce 1784 jako kadet 57. dělostřeleckého pluku. Po přechodu k dělostřeleckému pluku č. 34 bojoval v letech 1788–1789 ve válce proti Turecku. Několikrát se vyznamenal v různých akcích a při obléhání Bělehradu byl povýšen do hodnosti praporčíka.
Plukovník 34. regimentu, hrabě Antonín Esterházy a generál hrabě František Josef Kinský, rozpoznali jeho talent a pomohli jeho kariéře. Dne 16. května 1789 byl povýšen do hodnosti podporučíka, následně pak do hodnosti nadporučíka u Kinského 7. jezdeckého regimentu. V roce 1792 bojoval proti Francii pod vedením knížete Jana I. z Lichtenštejna. V roce 1794 byl povýšen do hodnosti kapitána a následující rok se vyznamenal při obléhání Mannheimu (19. říjen – 22. listopad 1795). V roce 1796 se Bubna znovu vyznamenal při ústupu vojska arcivévody Karla od Rýna k Dunaji v bitvě u hornofalckého  Neumarktu 22. srpna 1799. V roce 1814 se v čele armády zasloužil o osvobození města Ženevy od Napoleonovy okupace, za což byl vyznamenán diplomem městské rady.
V roce 1813 se zúčastnil v čele 2. lehké divize bitvy národů u Lipska, za což byl vyznamenán Vojenským řádem Marie Terezie. Na zámku v Zámrsku i v Ženevě, kde se po něm zásluhou českých krajanů jmenuje pasáž (Passage de-Bubna), ho připomínají pamětní desky.
Mezi lety 1814–1815 byl Ferdinand z Bubna generálním guvernérem v Piemontu, Savojsku a Nice. Od roku 1818 až do své smrti v Miláně (6. červen 1825) byl velícím generálem v Lombardii. Byl pohřben na hřbitově sv. Řehoře (San Gregorio) v Miláně a později v kostele na Horním Jelní.

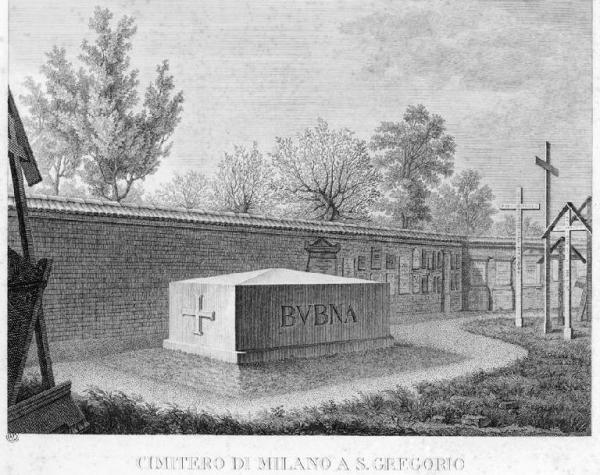
Původní hrob Ferdinanda z Bubna a Litic v Miláně